# Jan Tore Ophaug
Jan Tore Ophaug (Orkanger, 25 marzo 1977) è un allenatore di calcio ed ex calciatore norvegese, di ruolo difensore.

## Carriera

### Giocatore

#### Club
Ophaug cominciò la carriera nella squadra della sua città, l'Orkanger. Nel 1998 fu ingaggiato dal Moss, con cui esordì nella Tippeligaen il 26 aprile dello stesso anno, sostituendo Per Morten Haugen nella sconfitta per due a uno in casa del Bodø/Glimt. Il 7 giugno 1998, segnò una rete ai danni del Tromsø, contribuendo al successo della sua squadra per tre a due e siglando la prima marcatura nella massima divisione norvegese.
Nel 2003, fu acquistato dal Brann. Debuttò il 14 aprile, nel pareggio per zero a zero in casa del Lyn. Il 26 aprile, segnò la prima rete per il nuovo club nel tre a tre contro l'Aalesund. Il 7 novembre 2004 fu titolare nella finale dell'edizione stagionale della Coppa di Norvegia, vinta per quattro a uno sul Lyn.
Nel 2005 si trasferì in Danimarca, firmando per l'Odense. Esordì il 13 marzo, nella sconfitta casalinga per uno a zero contro l'Esbjerg. Il 18 settembre arrivò la prima marcatura per il club, realizzando la rete del momentaneo due a uno sul Silkeborg (la partita si concluse poi tre a uno). Con l'Odense vinse la Coppa di Danimarca 2006-2007, subentrando a Johan Absalonsen nella finale contro il Copenhagen.
Nel 2008, tornò in patria per giocare con il Fredrikstad. Debuttò il 30 marzo dello stesso anno, giocando da titolare nella partita contro la sua ex-squadra del Brann, conclusasi con una sconfitta per quattro a due. Dopo la retrocessione del 2009, restò con il club anche nell'Adeccoligaen. Segnò la prima rete per il Fredrikstad il 24 ottobre 2010, nel pareggio per due a due contro il Ranheim. Nello stesso anno, il Fredrikstad ottenne la promozione e tornò nella Tippeligaen. Alla fine del campionato 2011, si ritrovò svincolato.
Il 17 gennaio 2012 firmò un contratto biennale per diventare ambasciatore del Fredrikstad.

### Allenatore
Il 7 maggio 2015, è stato nominato nuovo allenatore del Fredrikstad, assieme ad Aleksander Olsen; hanno preso il posto dell'esonerato Håkon Wibe-Lund, ad interim. Il 20 maggio, Arne Erlandsen è stato ingaggiato come allenatore.

## Palmarès

### Club

#### Competizioni nazionali
- Coppa di Norvegia: 1

Brann: 2004
- Coppa di Danimarca: 1

Odense: 2006-2007